# Joana Antida Thouret
Joana Antida Thouret, em francês Jeanne-Antide Thouret (Sancey-le-Long, 27 de novembro de 1765 — Nápoles, 24  de agosto de 1826), foi uma freira francesa que é santa católica, ao ser perseguida pelos anticlericalismo da Revolução Francesa, e que mesmo assim conseguiu fundar uma congregação de Filhas da Caridade de São Vicente de Paulo em Besançon.
O Papa Pio XI canonizou-a em 1934.